# Nam Biển Đỏ (vùng)

Vùng Nam Biển Đỏ (màu đỏ)

Vùng Nam Biển Đỏ của Eritrea là một trong 6 vùng của Eritrea. Vùng này nằm dọc theo nửa phía nam của Biển Đỏ và có thành phố biển Asseb. Vùng này giáp với vùng Bắc Biển Đỏ, và có diện tích khoảng 27.600 km².
Dân số là 203.618 người.

## Vị trí và khí hậu
Vùng Nam Biển Đỏ kéo dài 500 km dọc theo bờ Biển Đỏ nhưng chỉ rộng 50 km, giáp biên giới với các vùng Obock, Tadjourah của Djibouti và vùng Afar của Ethiopia. Tạo thành một phần của sa mạc Danakil, các thành thị chính vùng này gồm có Asseb, Beilul, Rahaita và T'i'o. Điểm cao nhất vùng này là núi Ramlu (2248 mét).
Vùng này thường được xem là một trong những khu vực có khí hậu khó chịu nhất Trái Đất, ngoài trừ khu vực duyên hải.

## Các huyện
Vùng bao gồm các huyện:
- Huyện Are'eta
- Huyện Trung Denkalya
- Huyện Nam Denkalya